# Andreas Gregor
Andreas Gregor (ur. 27 kwietnia 1955 w Dreźnie) – niemiecki wioślarz (sternik) reprezentujący NRD, złoty medalista olimpijski i czterokrotny medalista mistrzostw świata.

## Kariera
Wystąpił na igrzyskach olimpijskich w Moskwie w 1980, gdzie osada NRD w składzie: Gottfried Döhn, Ullrich Dießner, Walter Dießner, Dieter Wendisch i Andreas Gregor zdobyła złoty medal w czwórkach ze sternikiem. W finale wyprzedzili osadę ZSRR o 4,54 sekundy i osadę Polski o 8,01 sekundy. Był to jego jedyny start olimpijski.
W tej samej konkurencji zdobywał również złote medale na mistrzostwach świata w Amsterdamie (1977), mistrzostwach świata w Cambridge (1978) i mistrzostwach świata w Lucernie (1982). Ponadto zwyciężył w dwójkach ze sternikiem na mistrzostwach świata w Duisburgu (1983).
W 1980 został odznaczony Orderem Zasługi dla Ojczyzny.
Po zakończeniu kariery wioślarskiej pracował jako budowniczy łodzi, a także menadżer Regionalnego Centrum Olimpijskiego w Dreźnie.